# Woldemar Hagglund
Johan Woldemar Hägglund, né le 10 août 1893 et décédé le 12 février 1963 à Helsinki, est un général finlandais.

## Biographie
Woldemar Hagglund est le fils de Johan Hägglund et de Aleksandra Henriksson. Son fils Gustav Hagglund servit comme commandant des forces armées.
Il fait des études à l'université de technologie en génie mécanique. Il passe par la formation des Jägers finlandais, le 5 mars 1915 et combat pendant la Première Guerre mondiale dans le 27e bataillon de jagers. La Guerre civile le laisse à l'organisation des populations de Carélie. Il commande le régiment du comté Kakisalmen puis retourne aux études militaires finlandaise en 1927 et au Collège militaire en Suède en 1931-32. Il effectue des voyages de formation en Suède, en Lettonie et en Lituanie. La Guerre d'Hiver lui permet de commander le IVe corps armée au lac Ladoga, il utilise le Motti en relation avec les renseignements que met au point Reino Hallamaa. La Guerre de Continuation arrivant il est commandant du VIIe corps d'armée et prend part aux combats de Carélie, d'Olonets. Puis à la fin de la guerre, il est chargé de diriger les enquêtes sur les crimes de guerre qui eurent lieu en prison. Il fut enterré au Cimetière d'Hietaniemi.

## Sources
- (fi) Cet article est partiellement ou en totalité issu de l’article de Wikipédia en finnois intitulé « Woldemar Hägglund » (voir la liste des auteurs).